# 이상철 (축구인)
이상철(1958년 8월 4일 ~ )은 대한민국의 전직 축구 선수 출신 기업인이다. 현역 시절 포지션은 미드필더였다.

## 선수 경력
경신고등학교와 고려대학교를 졸업하고 현대 호랑이에 입단했다. 1984년 5월 13일 국민은행 축구단과의 경기에서 K리그 데뷔골을 기록했다.

## 은퇴 후
선수 은퇴 이후인 1994년부터 현대 호랑이의 코치가 되었다.
1999년부터 울산대학교 축구부 감독을 맡게 되었다. 이 기간 동안 이상철은 KBS의 축구 해설위원으로 활동하기도 했으며, 2002년 FIFA 월드컵 당시 해설로 참여하기도 했다.
2002년에는 2004년 하계 올림픽을 준비하는 대한민국 U-23 축구 국가대표팀 수석코치로 합류했다.
2005 시즌을 앞두고 울산 현대의 수석코치로 임명되었다.
2018년부터 부산 강서공단에 있는 한 기업의 대표로 재직 중이다.